# 疏叶石毛藓
疏叶石毛藓（学名：Oreoweisia laxifolia）为曲尾藓科石毛藓属下的一个种。